# Маріїнський Євген Пахомович
Євген Пахомович Маріїнський (27 січня 1923 — 22 березня 1993) — радянський військовий льотчик часів Другої світової війни, командир ланки 129-го гвардійського винищувального авіаційного полку, гвардії лейтенант. Герой Радянського Союзу (1945).

## Життєпис
Народився 27 січня 1923 року в Балті, повітовому місті Одеської губернії (нині — районний центр Одеської області) в родині службовця. Росіянин. Після закінчення 10 класів у 1940 році вступив до Московського геолого-розвідувального інституту, за направленням ЦК ВЛКСМ направлений на навчання до Центрального аероклубу СРСР.
До лав РСЧА призваний у листопаді 1941 року. У 1942 році закінчив В'язниківську військову авіаційну школу пілотів. Після закінчення школи проходив службу в запасному авіаційному полку. В діючій армії з 14 жовтня 1943 року. Воював на 2-у і 1-у Українських фронтах.
До 18 січня 1945 року на винищувачеві «Аерокобра» здійснив 156 вдалих бойових вильотів, провів 48 повітряних боїв, у яких особисто збив 17 літаків супротивника.
Після закінчення війни продовжив військову службу в частинах ВПС СРСР. У 1954 році демобілізований у званні підполковника.
У 1961 році закінчив факультет журналістики Московського державного університету. Жив у Москві, працював у видавництві «Молода гвардія». З 1961 по 1980 роки був головним редактором альманаху «Подвиг».
Помер 22 березня 1993 року. Похований на Троєкурівському цвинтарі.

## Нагороди
Указом Президії Верховної Ради СРСР від 27 червня 1945 року за зразкове виконання бойових завдань командування на фронті боротьби з німецькими загарбниками та виявлені при цьому відвагу і героїзм, гвардії лейтенантові Маріїнському Євгену Пахомовичу присвоєне звання Героя Радянського Союзу з врученням ордена Леніна і медалі «Золота Зірка» (№ 7918).
Також був нагороджений орденами Червоного Прапора (21.06.1944), двома Вітчизняної війни 1-го (10.07.1944, 11.03.1985) і 2-го (05.02.1945) ступенів, Червоної Зірки (22.02.1944) і медалями.

## Твори
Євген Маріїнський є автором військових спогадів:
- «Внизу — передний край».
- «До земли 15 сантиметров».
- «Жаркое лето боёв».
- «Военно-Воздушные Силы» (у співавторстві з О. Г. Лебедєвим).
- «Тропой подвига».
- «Подвиг на Висле».
- «Я дрался на „Аэрокобре“» [Архівовано 10 березня 2016 у Wayback Machine.].